# Anatol Vieru
Anatol Vieru (* 8. Juni 1926 in Iași; † 8. Oktober 1998 in Bukarest) war ein rumänischer Komponist und Dirigent jüdischer Herkunft.

## Leben und Werk
Vieru studiert von 1946 bis 1951 am Konservatorium in Bukarest unter anderem bei Leon Klepper, Paul Constantinescu und Constantin Silvestri sowie von 1951 bis 1958 am Moskauer Konservatorium, insbesondere bei Aram Chatschaturjan. In Moskau ist er Studienkollege von Edison Denissow, Andrei Wolkonski, Alfred Schnittke, Sofia Gubaidulina und Tiberiu Olah.
Von 1947 bis 1950 ist Vieru auch als Dirigent an der Opera Națională București tätig. Sein öffentliches Debüt als Komponist markiert die Suita în stil vechi (Suite im alten Stil, 1945); es folgen unter anderem das Flötenkonzert (1954–1955), die ersten beiden Streichquartette (1955 und 1956) sowie das Oratorium Miorița (1957). 1962 wird er im Westen bekannt, als er in Genf den bedeutenden Prix international de composition musicale Reine Marie-José für sein im selben Jahr entstandenes Cellokonzert erhält. Seine Komposition für Streichquartett und einen Schlagzeuger Trepte ale tacerii (Stufen der Stille, 1966) ist eine Auftragsarbeit für die Koussevitzky Foundation. Er nimmt an den Darmstädter Ferienkursen teil, und seine Orchesterkomposition Sonnenuhr (Clepsidra I) wird bei den Donaueschinger Musiktagen 1969 uraufgeführt.
Im selben Jahr folgt eine seiner wichtigsten kammermusikalischen Arbeiten, Sita lui Eratostene (benannt nach dem Sieb des Eratosthenes) für Klarinette, Violine, Viola, Violoncello und Klavier. Hier kristallisieren sich bereits Prinzipien heraus, die sein zukünftiges Werk bestimmen werden: Für sein neomodales System assimiliert er Anregungen so unterschiedlicher Komponisten wie Bartók, Enescu, Webern, Messiaen und Schostakowitsch. Seit Ende der 50er Jahre beschäftigt er sich mit intuitiver Mengenlehre, und in den 60er Jahren wird ihm bewusst, dass auch das gewöhnliche musikalische Gehör Tonleitern als Mengen im mathematischen Sinne des Wortes rezipiert. Vieru praktiziert infolgedessen keinen Serialismus, sondern er legt durch mathematische Operationen Modi fest, aus denen er die musikalischen Parameter gewinnt. Dieses Verfahren wandelt er in mannigfachen Formen ab – genannt clepsidra (Sonnenuhr), site (Sieb), écran (Schirm) etc. –, um es nicht auf eine einheitliche Manier zu reduzieren, die bestimmen ließe, was es heißt, à la Vieru zu schreiben. Vieru war bekannt für seinen Nonkonformismus und erklärte als sein wichtigstes Ziel eine auf inneren Motiven gründende Lebenskunst.
1973, als ihm ein Stipendium des Deutschen Akademischen Austauschdienstes einen einjährigen Aufenthalt in West-Berlin ermöglicht, komponiert er seine zweite Sinfonie. Nach Bukarest zurückgekehrt, schreibt er zwei Opern: Iona nach dem gleichnamigen Drama von Marin Sorescu sowie nach Zeichnungen von M. C. Escher (1972–1975, Uraufführung in Bukarest 1976) und Praznicul calicilor (Das Fest der Krüppel) nach der gleichnamigen Komödie von Mihail Sorbul (1978–1980, Uraufführung in Berlin 1990). Seine tragische dritte Sinfonie La un cutremur (Von einem Erdbeben) entsteht 1977 bis 1978 in Reaktion auf das Erdbeben von Vrancea 1977.
Parallel zu seinem kompositorischen Schaffen übt Vieru bis zum Ende seines Lebens eine intensive Lehrtätigkeit aus: Seit 1955 ist er Professor für Orchestration und Komposition am Bukarester Konservatorium. 1978 promoviert er im Fach Musikwissenschaft bei Sigismund Toduță am Konservatorium in Cluj mit der Arbeit De la moduri, spre un model al gândirii muzicale intervalice (Von den Modi zu einem Modell für intervallisches musikalisches Denken). Aus dieser Arbeit geht die zwei Jahre später erschienene Abhandlung Cartea modurilor hervor (Das Buch der Modi), die in ihrer englischen Fassung aus dem Jahre 1993 um einen zweiten Teil erweitert wird (The Book of Modes).
Vieru stellt Ähnlichkeiten zwischen seinen eigenen Vorstellungen zur kompositorischen Anwendung von mathematischen Operationen und jenen von US-amerikanischen Komponisten und Musikwissenschaftlern fest. Er veröffentlicht Studien und hält Vorträge in Darmstadt, Jerusalem, an Universitäten in den USA und in Kanada. Er äußert sich dabei zu seinen eigenen Werken und Kompositionsverfahren wie auch allgemein zur musikalischen Postmoderne, die er weniger für eine Modeströmung oder Schule hält als für eine geschichtliche Situation, in der modale, tonale und serielle Techniken koexistieren. Diese Situation erfordere die Aufgabe exklusivistischer Tendenzen und eine Bemühung um die Integration solcher verschiedener Kompositionsverfahren. Musiktheoretische Beiträge Vierus sind versammelt in den beiden Bänden Cuvinte despre sunete (Worte über Töne, 1994) und Ordinea în Turnul Babel (Ordnung im Turm zu Babel, 2001).

## Kompositionen
- Konzert für Flöte und Orchester (1954–1955)
- 8 Streichquartette (1955, 1956, mit Sopran 1973, 1980, 1982, 1986, 1987 & 1991)
- Konzert für Violoncello und Orchester (1962)
- Trepte ale tacerii (Stufen der Stille) für Streichquartett und einen Schlagzeuger (1966)
- 7 Sinfonien: Nr. 1 Oda tacerii (Ode an das Schweigen, 1967), Nr. 2 (1973), Nr. 3 La un cutremur (Von einem Erdbeben, 1978), Nr. 4 (1982), Nr. 5 (nach Mihai Eminescu für Chor und Orchester, 1984–1985), Nr. 6 Exodus (1989), Nr. 7 Anul soarelui calm (Das Jahr der stillen Sonne, 1992–1993)
- Sonnenuhr (Clepsidra I) für Orchester (1969)
- Sita lui Eratostene (Sieb des Eratosthenes) für Klarinette, Violine, Viola, Violoncello und Klavier (1969)
- Iona. Oper nach dem gleichnamigen Drama von Marin Sorescu sowie nach Zeichnungen von M. C. Escher (1972–1975, Uraufführung in Bukarest 1976)
- Konzert für Klarinette und Orchester (1974–1975)
- Praznicul calicilor (Das Fest der Krüppel), Oper nach der gleichnamigen Komödie von Mihail Sorbul (1978–1980, Uraufführung in Berlin 1990)
- Memorial für Orchester (1990)
- Ultimele zile, ultimele ore (Letzte Tage, letzte Stunden), Oper nach Alexander Puschkin und Michail Bulgakow (1990–1995)

## Theoretische Werke
- Cartea modurilor. Bukarest: Editura Muzicală a Uniunii Compozitorilor și Muzicologilor din România 1980
- The Book of Modes. Bukarest: Editura Muzicală a Uniunii Compozitorilor și Muzicologilor din România 1993
- Cuvinte despre sunete. Bukarest: Editura Carta Românească 1994
- Ordinea în Turnul Babel : Însemnări despre muzică. Bukarest: Editura Hasefer 2001

## Auszeichnungen
Zu den wichtigsten Auszeichnungen, die Vieru im Laufe seines Lebens erhielt, zählen außer den bereits erwähnten (dem Prix international de composition musicale Reine Marie-José 1962 und dem Kompositionsauftrag der Koussevitzky Foundation 1966) der Premiul de compoziție George Enescu (1946), der Herder-Preis (1986) und der Marele Premiu al Uniunii Compozitorilor și Muzicologilor din România (1996).

## Bekannte Schüler
- Mihai Moldovan (1937–1981), rumänischer Komponist
- Petru Stoianov (* 1939), rumänischer Komponist und Musikwissenschaftler
- Octavian Nemescu (1940–2020), rumänischer Komponist
- George Balint (1961–2019), rumänischer Komponist